# Nieuwe romantiek
De nieuwe romantiek is de benaming voor een stroming binnen de West-Europese kunstmuziek, die zich eerst en vooral afkeert van het serialisme en in zekere mate ook van de aleatoriek. Hoofdpunt van hun esthetische overtuiging is dat de gewraakte stijlen in veel te grote mate door het verstand en de theorie gereguleerd zijn en daardoor iedere vorm en expressie zouden missen.
Componisten die de 'nieuwe romantiek' aanhangen - een term die zijzelf niet bedacht hebben - kunnen voor het bereiken van hun doel de meest uiteenlopende stijlmiddelen gebruiken, ook de modernere, en het resultaat doet op het eerste gehoor ook lang niet altijd aan de romantiek denken. Daarom spreekt men dan ook liever niet van neo-romantiek. Tot de componisten die werkelijk tot het tonale idioom zijn teruggekeerd behoren onder anderen Krzysztof Penderecki en Einojuhani Rautavaara. Ook het nieuwere werk van Philip Glass en Steve Reich, beiden bekend door hun werken in het genre van de minimal music, valt in deze categorie te plaatsen. Een componist als Karlheinz Stockhausen, een van de helden van het serialisme, schreef sinds de jaren zeventig werk dat tot de atonale tak van de Nieuwe Romantiek gerekend wordt, evenals Wolfgang Rihm.
Vooral figuren als Penderecki en Rautavaara hebben in de wereld van de avant-garde veel kritiek gehad en werden lange tijd niet serieus genomen. Opvallend is het grote aantal "bekeerlingen", dat wil zeggen voormalige avant-gardecomponisten, onder de figuren die in deze stijl schrijven.